# Isabelle Gulldén
Isabel Therese Gulden (Gotemburgo, Savehedalen 29 de junio de 1989) es una jugadora de balonmano sueca que juega en la posición de central para Brest y la selección sueca.
Ha sido parte de la selección sueca en cuatro Campeonatos Europeos (2010 (plata), 2012, 2014 (bronce) y 2016), tres Mundiales (2011, 2015 y 2017) y en los últimos tres Juegos Olímpicos (2008, 2012 y 2016).

## Biografía
Isabel Gulden es nieta de Krister Gulden, un conocido luchador sueco de estilo grecorromano. Su padre, Peter, también compitió en lucha. Su apodo, Bella, es una abreviatura de su nombre.

## Carrera en clubes

### Savehof
Gulden comenzó su carrera profesional en 2007 con el equipo Savehof en su Suecia natal. En 2008, recibió el premio Cometa del Año como la jugadora que más había progresado. Con Savehof ganó el campeonato sueco 4 veces en 2007, 2008, 2009 y 2010, antes de dejar el club para jugar en el extranjero.

### Viborg
Durante el verano de 2011, Gulden se trasladó a la Liga danesa al firmar un contrato con el equipo de Viborg.Declaró que la necesidad de un nuevo desafío deportivo era la razón por la que dejó Savehof. Tras su llegada a Viborg, Gulden se convirtió en una de las principales jugadoras del club. En su primera temporada ayudó a Viborg a llegar a la final de los playoffs de la Liga danesa, donde fueron derrotados por Randers con un marcador global de 60-56 en los dos partidos. Viborg también jugó en la final de la Copa de Ganadores de Copas, pero allí también fueron derrotados en dos partidos por el Ferencváros húngaro, perdiendo ambos partidos por solo un gol de diferencia con idéntico marcador de 30-31.
Antes del inicio de la siguiente temporada 2012-2013, el novio de Gulden, el jugador de balonmano Linus Persson, se unió a Viborg. El 28 de diciembre de 2012, Gulden anotó 5 goles, convirtiéndose en la jugadora más eficaz de su equipo, y ayudó a Viborg a vencer a Midtjylland 26-21 en la final de la Copa de Dinamarca. Fue el primer trofeo para ella tras su llegada al club.
Durante la temporada 2013-2014, lideró a Viborg hacia dos nuevos títulos, los mismos que el club había perdido dos años antes: el campeonato danés y la Copa de Ganadores de Copas. Gulden fue la máxima goleadora de Viborg en la Copa de Ganadores de Copas esa temporada con un total de 58 goles, de los cuales 9 fueron en los partidos finales contra Zvezda Zvenigorod; 6 en el primer partido en casa con una victoria de 31-22 el 4 de mayo de 2014 y 3 en la victoria en Rusia con 23-24 el 11 de mayo. Diez días después, el club ganó el campeonato nacional superando a Midtjylland y superando el déficit de dos goles del primer partido con una victoria de 24-21 en casa. Gulden nuevamente fue la más eficaz en su club, anotando 8 goles. Ese mismo año, ella fue incluida en la lista de los 150 mejores deportistas suecos de todos los tiempos por el periódico sueco Dagens Nyheter. Fue la única jugadora de balonmano en la lista junto con la legendaria Mia Hermansson-Högdahl.
En su última temporada con Viborg, Gulden ayudó al club a alcanzar los cuartos de final de la Liga de Campeones, donde fueron derrotados por el Budućnost montenegrino. El club no logró ganar ni el campeonato ni la copa danesa, lo que hizo que, por primera vez en dos años, terminaran una temporada sin un trofeo.

### CSM București
En febrero de 2015, Gulden firmó con el CSM București de Rumanía. En su primera temporada en Rumanía, ganó todo lo que se podía ganar: la Liga Nacional Rumana, la Copa de Rumanía y la Liga de Campeones. En la final de la Final Four de la Liga de Campeones contra Győr, Gulden anotó 15 goles (incluyendo el penalti convertido en la tanda de penales en la que CSM București fue mejor con 4-1 y así se decidió el ganador) ayudando a CSM București a ganar 29-26 tras la tanda de penales. Terminó la temporada como la máxima goleadora en la Liga de Campeones con 108 goles. También fue elegida la mejor jugadora extranjera en la liga rumana y en el equipo ideal del campeonato.
En la siguiente temporada, Gulden lideró a CSM București en la defensa de los títulos en el campeonato rumano y la copa, así como en la segunda participación consecutiva en la Final Four de la Liga de Campeones. Al igual que el año anterior, CSM se encontró primero en las semifinales con el Vardar, pero esta vez, a diferencia de la temporada anterior, el campeón macedonio fue mejor con 38-33. Sin embargo, al día siguiente, el equipo rumano ganó el partido por el tercer lugar contra Budućnost, y Gulden anotó 9 goles de 9 intentos contra la portería rival. En diciembre de 2016, Gulden fue elegida por segunda vez consecutiva como la mejor jugadora extranjera y en el equipo ideal de la liga rumana.
El 7 de marzo de 2017, Gulden extendió su contrato con CSM București hasta 2019.Antes del inicio de la temporada 2017-2018, el club rumano se reforzó con varias jugadoras de calidad que habían ganado muchos títulos en el balonmano de clubes y selecciones, como Cristina Neagu (elegida Mejor Jugadora del Mundo en 2016 y campeona de la EHF Liga de Campeones en 2015 con Budućnost) y las noruegas Amanda Kurtović y Marit Malm Frafjord (múltiples campeonas europeas, mundiales y olímpicas), para elevar el nivel del equipo y ayudar a Gulden a lograr el objetivo de llegar a una nueva final de la Liga de Campeones. Gulden comenzó la temporada de manera excelente anotando tres goles en la victoria sobre SCM Craiova 33-19 en la Supercopa de Rumanía, y luego en la primera jornada de la liga rumana anotó 13 goles en la victoria sobre Unirea Slobozia de visitante con 37-29, siendo la jugadora más eficaz del partido y la máxima goleadora de la primera jornada. Al final de la temporada, Gulden ganó otro título en la liga rumana y la Copa de Rumanía, pero el club fue nuevamente eliminado en las semifinales de la Final Four de la Liga de Campeones (como la temporada anterior), esta vez por el posterior campeón Győr. Al día siguiente, CSM București venció a Rostov-Don con 6 goles de Gulden y obtuvo el tercer lugar. Dado que ya se sabía que Gulden estaba en su última temporada con el club rumano y que después de la temporada se trasladaría al Brest francés, tras obtener el tercer lugar comentó: “Todavía estoy decepcionada por el día de ayer, pero hoy mostramos nuestro lado positivo. Estoy decepcionada por tener que irme de CSM București, pero feliz de irme al menos con el tercer lugar. Mi siguiente paso será irme a Brest y espero ser parte del F4 también con ellos”. Su último partido con CSM București lo jugó el 15 de mayo de 2018 en la victoria en casa sobre Dunărea Brăila 34-22, anotando 3 goles. Y por tercera vez consecutiva, fue elegida la mejor jugadora extranjera en la liga rumana, así como en el equipo ideal del campeonato.

### Brest
El 15 de marzo de 2018, se anunció que después de tres temporadas con el CSM București, Gulden dejaría el club y se trasladaría a Brest en el verano de 2018. Unos días después, firmó oficialmente con el club francés, eligiendo el número 9. En la conferencia de su presentación, admitió que tuvo una gran duda sobre si trasladarse a Brest o quedarse en București, pero finalmente decidió experimentar algo nuevo en su carrera.
Gulden debutó con Brest en la liga francesa el 30 de agosto de 2018, en la victoria de visitante sobre Bourges de Peage con 32-19, anotando 3 goles para su equipo.

## Carrera internacional
Isabel Gulden debutó con la selección absoluta de Suecia el 23 de noviembre de 2007, en un partido contra Alemania. Debutó con la selección nacional en algunos de los grandes torneos de los Juegos Olímpicos de Beijing 2008. 
Su debut en grandes torneos internacionales fue en el Campeonato Europeo de 2010 en Dinamarca, donde Suecia logró la medalla de plata. También fue parte del equipo en el Campeonato Europeo 2012, Campeonato Mundial 2011 y Campeonato Mundial 2015. Fue la máxima goleadora de Suecia en el Campeonato Europeo 2016, en el que el equipo nacional sueco ganó la medalla de bronce.

## Palmarés

### Clubes

#### Savehof
- Campeonatos suecos (4):* 2007, 2008, 2009, 2010

#### Viborg
- Liga de Campeones: 2014
- Campeonato danés: 2014
- Copa danesa: 2012

#### CSM București
- Campeonato de Rumania (3): 2015-2016, 2016-2017, 2017-2018

- Copa de Rumania (3): 2016, 2017, 2018

- Supercopa de Rumania (2): 2016, 2017

- Liga de Campeones de la EHF femenina.  2015, 2018

### Individual
Campeonato Europeo de Balonmano Femenino
- Medalla de plata en 2010
- Medalla de bronce en 2014

### Premios individuales
- Jugadora más valiosa (MVP) de la Eurocopa : 2014
- Máximo goleador de la Eurocopa : 2014 (58 goles)
- Máximo goleador de la Liga de Campeones : 2016 (108 goles)
- Campeonato de Rumania Mejor jugador extranjero: 2015, 2016, 2017
- Campeonato de Suecia : El mejor jugador de todos los tiempos.
- Jugador de balonmano sueco del año: 2012, 2014,  2017, 2018[29]
- Handball-Planet.com Mejor transferencia: 2015-2016  [30]